# Ebed-Melech
Ebed-Melech (Hebreeuws: עֶבֶד-מֶלֶךְ, "Dienaar van de koning") was volgens het boek Jeremia in de Hebreeuwse Bijbel een Ethiopische eunuch. Hij was een dienaar in het huis van koning Sedekia van Juda en tijdgenoot van profeet Jeremia. De betekenis van Ebed-Melech doet vermoeden dat dit niet zijn eigennaam was, maar een titel.
Volgens het verhaal in het boek Jeremia beschuldigden de raadsheren van Sedekia Jeremia van opruiing van het volk en wierpen hem in een modderige regenput. Ebed-Melech ging hierop pleiten bij Sedekia en kreeg vervolgens dertig mannen mee om Jeremia weer uit de regenput te halen. God beloonde Ebed-Melech door hem bevrijding te garanderen tijdens de voorzegde invasie van Jeruzalem door Nebukadnezar II, koning van Babylonië.